# 福島県道338号上郷下野尻線
福島県道338号上郷下野尻線（ふくしまけんどう338ごう かみごうしものじりせん）は、福島県喜多方市から耶麻郡西会津町に至る一般県道である。

## 路線概要
- 起点：喜多方市高郷町上郷字的場甲
- 終点：耶麻郡西会津町群岡字経塚甲
- 総延長：15.313km[1]
  - 実延長：総延長に同じ
- 路線認定年月日：1973年7月23日[2]

### 冬期交通不能区間
- 喜多方市高郷町磐見字立岩～耶麻郡西会津町新郷大字富士字小清水（延長1.6km）[3]

### 道路施設
幸橋
- 全長：11.5m
- 幅員：6.3m
- 竣工：1966年[4]

喜多方市高郷町磐見壇ノ腰乙から字屋敷廻乙に至り、一級水系阿賀野川水系深山川を渡る。
柴崎橋

## 通過する自治体
- 喜多方市 - 耶麻郡西会津町

## 接続・交差する道路
- 喜多方市内
  - 福島県道16号喜多方西会津線（高郷町上郷字的場甲 起点）
- 西会津町内
  - 福島県道361号奥川新郷線（新郷大字笹川字上ノ台北）
  - 福島県道367号新郷荻野停車場線（新郷大字笹川字家ノ浦）
  - 国道49号（群岡字経塚甲 終点）

## 沿線
- 陣ケ峯峠
- 石坂峠
- 旧柴崎橋 - 当県道の廃道跡にある廃橋
- 東北電力上野尻ダム（柴崎橋併設）、上野尻発電所、第二上野尻発電所
- 阿賀川